# بارتولومي فورتوناتو
بارتولومي فورتوناتو (بالإنجليزية: Bartolomé Fortunato)‏ هو لاعب كرة قاعدة دومينيكاوي، ولد في 24 أغسطس 1974 في سانتو دومينغو في جمهورية الدومينيكان.

## وصلات خارجية
- بارتولومي فورتوناتو على موقعبيزبول رفرنس.كوم (الدوري الرئيسي) (الإنجليزية)
- بارتولومي فورتوناتو على موقعبيزبول رفرنس.كوم (الدوري الثانوي) (الإنجليزية)
- بارتولومي فورتوناتو على موقع مشجعي الرسوم البيانية (الإنجليزية)